# Violette und François
Violette und François (Originaltitel: Violette & François) ist eine französische Filmkomödie von Jacques Rouffio aus dem Jahr 1977 mit Isabelle Adjani und Jacques Dutronc in den Hauptrollen. Im Fernsehen wurde der Film unter dem Titel Früchtchen mit Sahne ausgestrahlt.

## Handlung
Violette und François leben mit ihrem kleinen Sohn Paul in Paris. Den jungen Eltern fällt es jedoch schwer, beruflich Fuß zu fassen. Violette hat soeben ihre Stelle bei einer Bank verloren und François versucht sich mehr schlecht als recht als Immobilienmakler. Violettes Mutter Cécile zeigt sich besorgt, war sie doch von Anfang an gegen eine Beziehung mit dem unzuverlässigen François. Violette lehnt jedoch jede Unterstützung seitens ihrer Mutter ab, auch dann noch, als ihr und François die letzten Ersparnisse aus der offen stehenden Wohnung geraubt werden. Um dennoch satt zu werden, stopft François beim nächsten Einkauf die Jacke des kleinen Paul mit Dosen voll und verlässt zum Entsetzen von Violette die Kaufhalle, ohne für die Dosen zu bezahlen.
Um die Miete aufbringen zu können, nimmt Violette Arbeit bei einer Mautstelle an. Dort trifft sie eines Abends ihre Freundin Carla, die ihr bei der Suche nach einträglicherer Arbeit helfen will. In einem Restaurant treffen sie einen Mann namens David, der Violette einen Stapel Bücher übergibt. Violette soll die Bücher lesen und Zusammenfassungen schreiben, die David dann verkaufen will. François, der sich nebenbei als Musiker probiert und insgeheim davon träumt ein Musikjournal herauszubringen, trifft sich derweil mit seinem Vater. Dieser eröffnet ihm, dass er nicht sein Vater sei. Seine Mutter wiederum versichert ihm, dass kein anderer Mann als sein Vater infrage komme.
Als François einen Kassettenrekorder zu stehlen versucht, jedoch vom Ladenbesitzer dabei erwischt und dann verfolgt wird, verletzt er sich an der Hand. Violette verarztet ihn in der gemeinsamen Wohnung und regt sich über seinen versuchten Diebstahl auf. Einen Kassettenrekorder könne man schließlich nicht essen. Spontan macht ihr François einen Heiratsantrag und ihre Wut ist verflogen. Kurz nach der Hochzeit entschließt sich Violette, François beim Ladendiebstahl behilflich zu sein. Gemeinsam klappern sie fortan die Kaufhäuser ab und lassen diverse Produkte in ihren weiten Mänteln verschwinden. Vor allem François lässt sich allerhand Tricks einfallen, um eine möglichst große Ausbeute zu machen. Violette wiederum findet allmählich Gefallen an ihren Raubzügen und beginnt, leichtsinnig zu werden. Während François in einem Kaufhaus einem kleinen Mädchen einen Fotoapparat ins Körbchen steckt und sich auf der Straße als Kaufhausdetektiv ausgibt und den Fotoapparat konfisziert, lässt Violette ein Parfüm mitgehen und wird dabei erwischt. Violette, der ihre Festnahme äußerst peinlich ist, geht zu Hause wütend auf François los, sei sie doch nur seinetwegen zur Kriminellen geworden.
Nach ihrer Versöhnung will Violette wie gehabt weitermachen. Im nächsten Geschäft gerät sie jedoch in Panik und läuft davon. Zu ihrer Überraschung will wie sie auch François mit dem Stehlen aufhören. Mit der finanziellen Unterstützung eines Deutschen bringt François die erste Ausgabe eines Musikjournals heraus. Das Geld für weitere Ausgaben geht François jedoch schnell aus und er sieht sich gezwungen, erneut auf Beutefang zu gehen. Über eine Überwachungskamera wird er schließlich des Ladendiebstahls überführt und festgenommen. Während er auf dem Polizeirevier festsitzt, macht sich Violette zunehmend Sorgen um ihn. Mit Paul auf dem Arm sucht sie schließlich François’ Vater auf und erfährt, dass François festgenommen wurde. Ein mit ihm befreundeter Anwalt sorgt dafür, dass François auf Bewährung freikommt, doch hat Violette inzwischen genug von ihrem nervenaufreibenden Lebenswandel. Sie verlässt François und zieht mit Paul zu einem anderen Mann. Mit Gedanken an Violette läuft François eines Abends auf einer Brücke entlang. Er schickt sich an von der Brücke zu springen, lässt es dann jedoch bleiben und geht weiter.

## Hintergrund
Gedreht wurde vom 1. Oktober 1976 bis 5. Januar 1977 in Paris und Umgebung. Die Filmbauten schuf Jean André. Die Kostüme entwarf Catherine Leterrier. Die Uraufführung fand am 17. März 1977 in Frankreich statt, wo der im Verleih von Gaumont gezeigte Film daraufhin 887.330 Kinobesucher verbuchen konnte. In Deutschland lief der Film am 18. November 1977 in den Kinos an.

## Kritiken
Das Lexikon des internationalen Films bezeichnete Violette und François als „sentimental-melancholische Liebesgeschichte um die Suche nach spielerischen und spannenden Lebensformen“. Der Film sei „erfrischend gespielt und durchaus amüsant, insgesamt aber zu unverbindlich, um tiefer zu loten“. Dem Time Out Film Guide zufolge sei die Handlung „absurd genug“, um durchaus komisch zu sein. „François’ wachsende Angst und seine (traurigerweise) nicht in die Tat umgesetzten Selbstmordgedanken“ würden jedoch „die letzten Reste von anarchischem Zauber“ zerstören.

## Auszeichnungen
Bei dem Taormina International Film Festival war der Film im Jahr 1977 für die Goldene Charybdis nominiert, mit der letztlich Agnès Vardas Die eine singt, die andere nicht prämiert wurde.